# Katholieke Universiteit Leuven
Katholieke Universiteit Leuven (în română Universitatea catolică din Leuven), abreviat KU Leuven, este o universitate de educație și cercetare. Acoperă domeniile științe naturale, inginerie, științe umaniste, medicină, științe juridice, științe sociale. Cu 65.188 de studenți înscriși în anul universitar 2021–2022, KU Leuven este cea mai mare universitate din Belgia și Țările de Jos și este clasificată printre primele 100 universități din lume.
Vechea universitate catolică din Leuven a fost fondată în anul 1425. Succesoarea ei s-a scindat în 1968 în actuala Katholieke Universiteit Leuven, neerlandofonă, și Université catholique de Louvain, francofonă.
Deși este catolică prin tradiție și moștenirea istorică, KU Leuven operează în prezent independent de biserica catolică. În trecut, KU Leuven accepta numai studenți catolici, dar în prezent este accesibilă studenților de diferite credințe. 

## Legături externe
- Site web oficial
- nl  KU Leuven: History of KU Leuven / KU Leuven, zes eeuwen geschiedenis
- International Ranking of Katholieke Universiteit Leuven (2008)